# Dorothy Reed Mendenhall

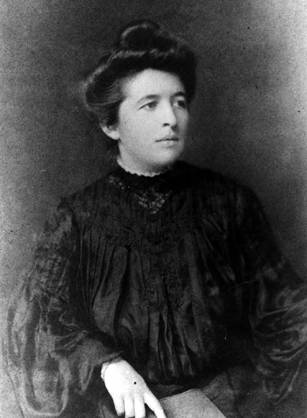
Dorothy Reed Mendenhall

Dorothy Reed Mendenhall, geborene Dorothy Mabel Reed (* 22. September 1874 in Columbus, Ohio; † 31. Juli 1964 in Chester, Connecticut) war eine US-amerikanische Ärztin.

## Jugend
Dorothy Reed Mendenhall war das dritte Kind des Schuhherstellers William Pratt Reed (1839–1880) und dessen Frau Ellen Grace Kimball (1845–1911). Ihre Geschwister waren William Kimball und Elizabeth Adeline. Sie gehörte zu einer langen Reihe prominenter Mitglieder von Familien der damaligen Zeit. Alle vier Urgroßeltern der Mendenhall-Familie, die Kimballs, Reeds, Talcotts und die Temples führten ihren Ursprung auf das Jahr 1630 in den Neuenglandstaaten zurück. Sie besaßen Dokumente, die ihre Abstammung bis auf dieses Jahr zurückführten und bewiesen, dass sie sich bei der Erschließung der neuen Staaten der zukünftigen USA verdient gemacht hatten.
Dorothy Reed Mendenhalls erste Erziehungsjahre verbrachte sie bei ihrer Großmutter, besuchte Kunstkurse an der Columbus Art High School sowie in den späten 1880ern mit Privatunterricht bei Anna Gunning. Ihre erste offiziell anerkannte Erziehung begann 1891, als sie das Smith College besuchte, das sie 4 Jahre später mit dem akademischen Grad eines Bachelor of Law abschloss. Während des letzten Jahres ihres College-Aufenthaltes erlitt ihre Familie finanzielle Probleme und Dorothy fiel eine immer größere Rolle bei der Finanzierung ihrer Familie zu.

## Wissenschaftliches Arbeiten
Aus finanziellen Gründen entschloss sie sich, die neu eröffnete Johns Hopkins University Medical School zu besuchen. Diese war eine der ersten, die weibliche Anwärter aufnahm. Hier begann sie eine medizinische Karriere. Zwischen 1895 und 1896 verbrachte sie zur Vervollständigung ihrer Ausbildung ein Jahr am Massachusetts Institute of Technology, ehe sie 1896  zur Johns Hopkins University Medical School wechselte. Ab Sommer 1898 arbeitete sie für das US Naval Hospital, wo sie im Brooklyn Navy Yard Hospital Kriegsverletzte aus dem Spanisch-Amerikanischen Krieg betreute. Dorothy Mabel schaffte ihren Abschluss als viertbeste ihres Jahrgangs und arbeitete anschließend im Johns Hopkins Hospital unter Dr. William Osler.
Im Folgejahr schloss sie sich als Mitarbeiterin dem Pathologen William Henry Welch an. Während dieser Zeit hielt sie Vorlesungen über Bakteriologie, begleitete Autopsien und forschte auf dem Gebiet der Hodgkin’sche Krankheit. Hierbei erkannte sie die ersten Anzeichen der Krankheit und ihre Ergebnisse zeigten, dass diese Krankheit eine Form der Tuberkulose sei. Ihre Arbeit wurde 1902 veröffentlicht und verschaffte ihr internationale Anerkennung. So wurde der betroffene Zelltyp nach ihr Reed-Zelle oder auch Sternberg-Reed bzw. Reed-Sternberg-Zelle genannt.
Während ihrer Zeit am Johns Hopkins Hospital erlebte sie eine sehr turbulente Beziehung zu dem Pathologen Dr. William MacCallum, die sie nach einiger Zeit abbrach. Diese Entwicklung scheint der Auslöser gewesen zu sein, dass sie zur New York Infirmary for Women and Children wechselte und dort die erste Kinderärztin am Babies Hospital in New York wurde.
Im Januar 1903 starb Dorothys Schwester Elizabeth und sie übernahm ebenfalls die finanzielle Versorgung derer Kinder William, Dorothy und Henry Furbish, die im Alter von neun, sieben und sechs Jahren waren.

## Familienleben
Am 14. Februar 1906 heiratete sie in Talcottville, New York den promovierten Wissenschaftler Professor Charles Elwood Mendenhall (1872–1935), Sohn des anerkannten Physikers Thomas Corwin Mendenhall und dessen Frau Susan Allen Marple. Seine Vorfahren waren Quäker aus Pennsylvania und Gründungsväter aus Delaware. Seine Wurzeln lassen sich zudem auf die Gründungszeit des kolonialen New York zurückführen. Nach ihren Flitterwochen in Europa arbeitete Charles weiterhin als Physiker an der University of Wisconsin, während Dorothy ihre Arbeiten aufgrund ihrer Schwangerschaft nicht fortführte.
Ihr erstes Kind, Margaret, wurde am 19. Februar 1907 geboren, starb jedoch kurz nach der Geburt. Dorothy litt noch lange unter den psychischen Schäden. Ihr zweites Kind Richard überlebte die Geburt, starb aber zweijährig, als er im November 1910 vom Dach des Hauses der Familie fiel. Der Tod ihrer beiden Kinder sowie das unerwartete Ableben ihrer Mutter machten Dorothy jedoch teilweise depressiv.
Zwei weitere Kinder, Thomas Corwin Mendenhall II (* 1910) und John Talcott Mendenhall (* 1913), wuchsen gesund auf. Thomas studierte später in Harvard, John an der Yale University.

## Zweite Karriere
1914 setzte sie den zweiten Schritt ihrer Karriere fort. Sie erhielt eine Stelle als Dozentin in der Abteilung Home Economics an der University of Wisconsin. Ausgelöst durch die selbst erlittenen Schicksale widmete sie ihre Arbeit der Gesundheit von jungen Müttern und Neugeborenen. Schwerpunkt war die vorgeburtliche Vorsorge aber auch die Ernährung der Neugeborenen stand im Mittelpunkt ihrer Arbeit. Ihr Unterricht zeigte schon bald Wirkung und Madison wurde zur damaligen Zeit die Stadt der USA mit der geringsten Säuglingssterblichkeit. Als Anerkennung der Arbeiten erhielt sie Berufungen der University of Chicago und des  Utah State Agricultural College.
Während des Ersten Weltkriegs arbeitete Dorothys Mann für die US-Regierung in Washington, Dorothy selber wurde durch das U.S. Childrens Bureau rekrutiert. In den Jahren 1917 bis 1936 führte sie Untersuchungen bei Kriegswaisen in Belgien und Frankreich durch. Hinzu kamen Untersuchungen über die Ernährung von Kindern in England.
Im Jahr 1926 besuchte sie Dänemark und beabsichtigte dort die Säuglingssterblichkeit in Dänemark mit der in den USA zu vergleichen. Angeregt durch die Ergebnisse wurde sie eine Befürworterin der Geburt ohne nötige ärztliche Eingriffe.
Als Dorothys Ehemann im August 1935 starb, vereinsamte sie und warf ihren Kindern immer wieder vor, sie zu vernachlässigen. Thomas und John nahmen sie jedoch in ihre Familie auf, während Dorothy weiterhin beruflich tätig blieb, gleichzeitig aber auch ihre Dominanz in der Familie behielt, teilweise sogar ausbaute.
In den frühen 1960er Jahren verschlechterte sich ihr Gesundheitszustand. Trotz zahlreicher Krankenhausaufenthalte blieb sie bis 1963 unabhängig.
Dorothy Reed Mendenhall erlag am 31. Juli 1964 in Chester, Connecticut einem Herzleiden.